# Dorfkirche Dahmen

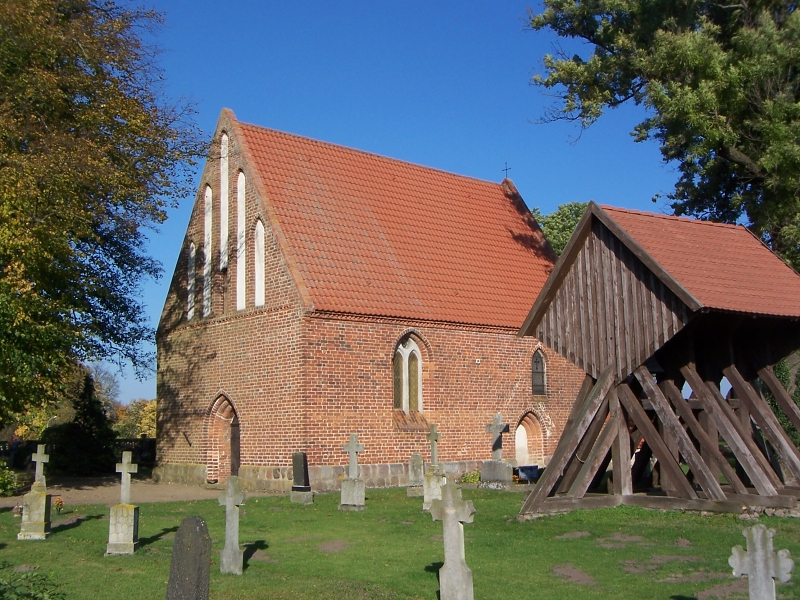
Dorfkirche Dahmen von Südwesten mit Glockenstuhl

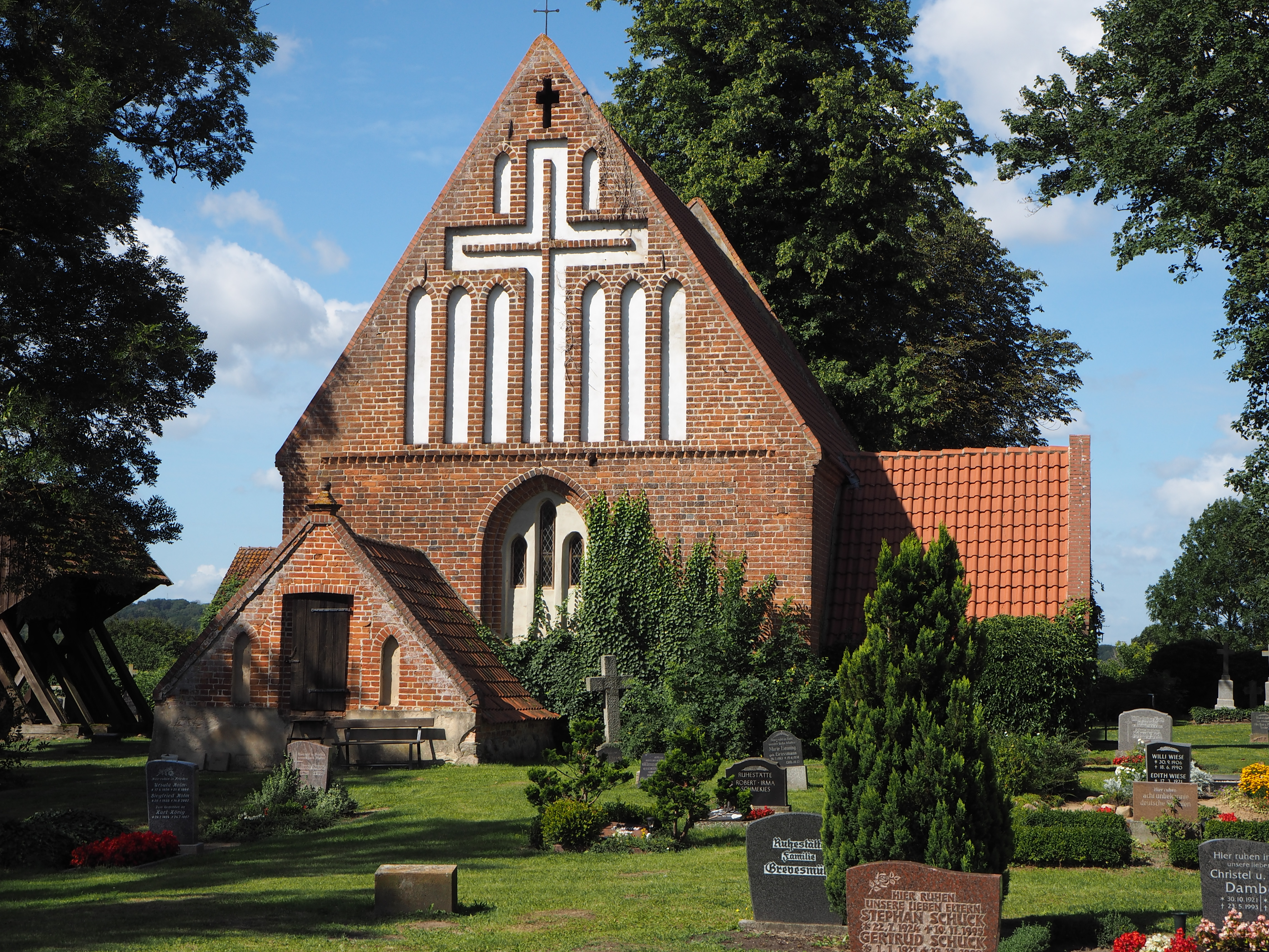
Dorfkirche Dahmen von Osten mit Sakristeianbau (rechts)

Die evangelische Dorfkirche Dahmen ist eine frühgotische Backsteinkirche in Dahmen im Landkreis Rostock in Mecklenburg-Vorpommern. Sie gehört zur Kirchengemeinde Bülow-Rambow in der Propstei Rostock im Kirchenkreis Rostock der Evangelisch-Lutherischen Kirche in Norddeutschland (Nordkirche).

## Geschichte und Architektur
Die Dorfkirche Dahmen ist ein turmloser rechteckiger Backsteinbau aus der Zeit um 1300 von zwei Jochen, der mit gebusten Kreuzrippengewölben abgeschlossen ist. Auf der Nordseite ist die kreuzgewölbte Sakristei angebaut. Die Giebel des ziegelgedeckten Satteldachs sind mit Blenden geschmückt; auf der Ostseite ist außer den Blenden eine zentrale Blende mit Kreuz angeordnet. In der Ostwand ist ein dreiteiliges Spitzbogenfenster eingefügt, die übrigen Spitzbogenfenster sind zwei- und einteilig. An der Südwand der Kirche ist eine Sonnenuhr eingeritzt. Außer einem schlichten Stufenportal im Westen ist noch eine kleinere vermauerte Priesterpforte an der Südwand vorhanden.
Auf dem Kirchhof ist südlich vor der Kirche ein hölzerner Glockenstuhl mit einer Glocke von 1614 aufgestellt. Diese Glocke wurde zwischen Oktober und November 2015 gestohlen, konnte aber 2016 wieder aufgefunden und zurückgebracht werden.

## Ausstattung
Im Altarretabel sind sechs Tafelbilder mit Passionsszenen aus einem spätgotischen Altar aus dem späten 15. Jahrhundert zusammengestellt. Weiter sind folgende gotische geschnitzte Holzskulpturen sind zu erwähnen: eine sitzende Madonna aus der Zeit um 1300, eine Darstellung der Anna selbdritt und ein Relief mit der Kreuzigung aus dem 15. Jahrhundert.
Als liturgische Ausstattung dient ein silbervergoldeter Kelch aus dem 18. Jahrhundert. Zwei Leuchter aus Zinn aus den Jahren 1648 und 1729 sind vorhanden.

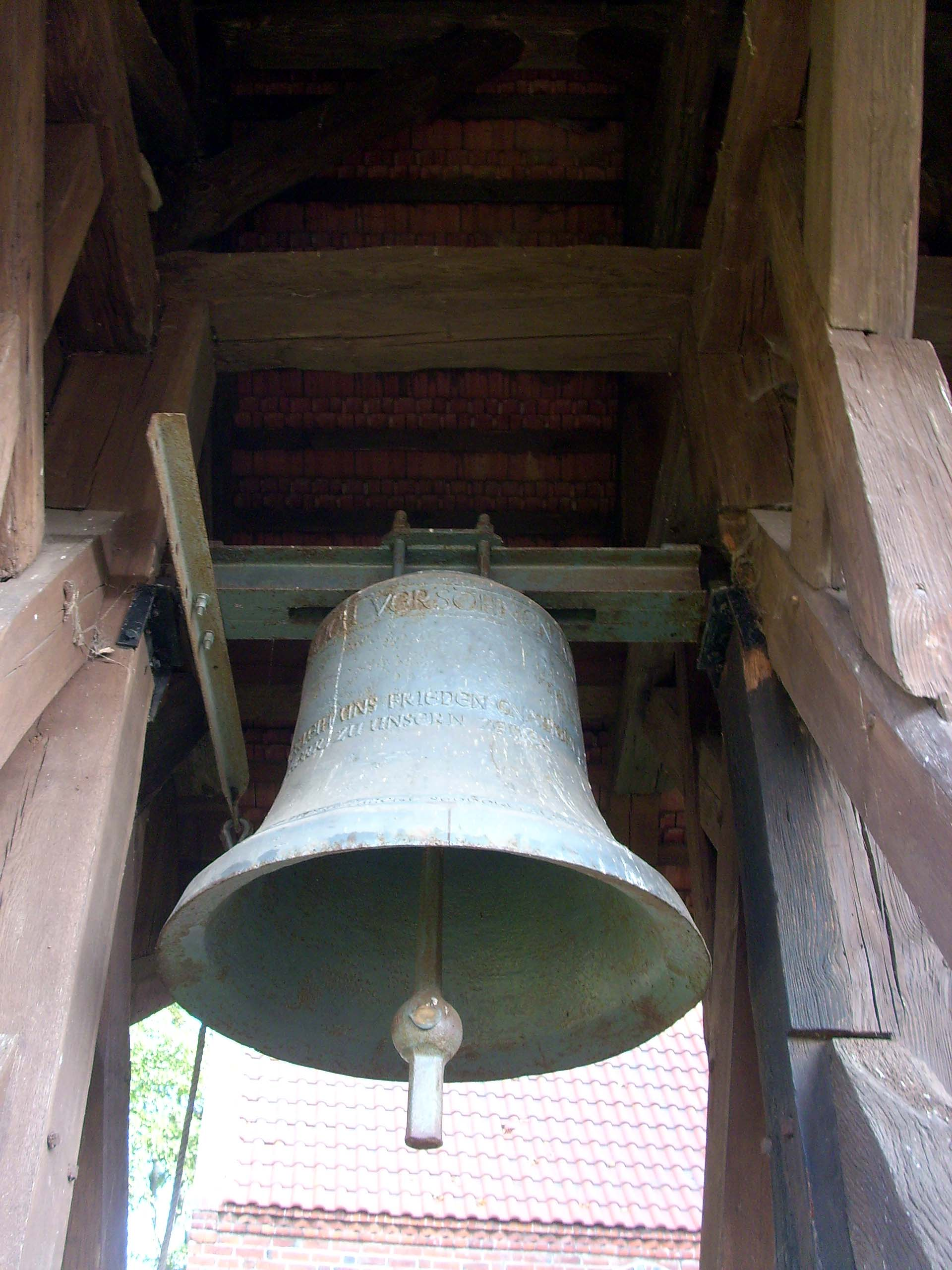
Glocke
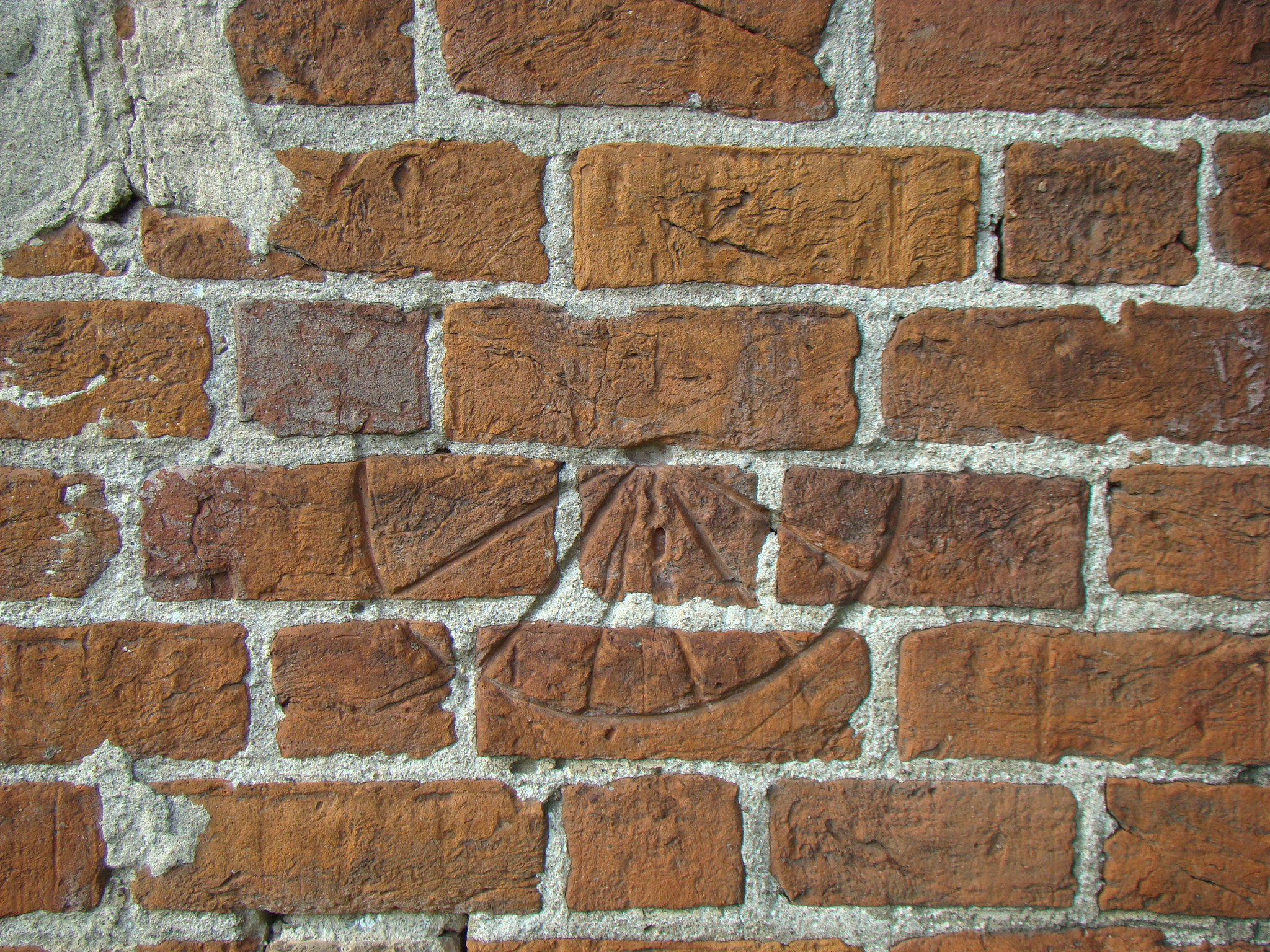
Sonnenuhr
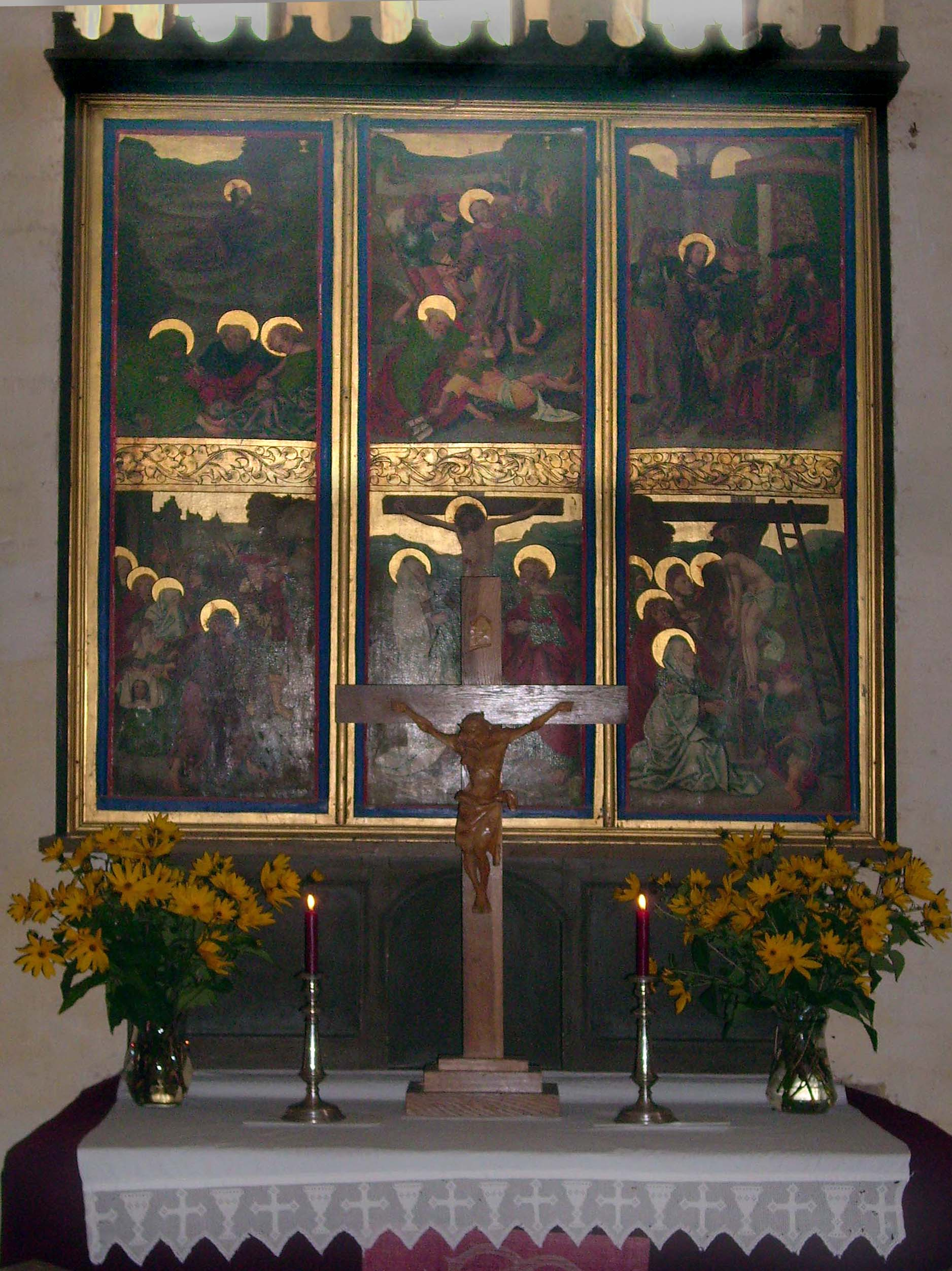
Altar